# 수네가 파라다이스 스키 지역
수네가 파라다이스 스키 지역(Sunnegga Paradise ski area)은 스위스 발레주에 있는 체르마트 스키 리조트의 일부를 형성 하는 스키 지역이다.
스키와 관련된 지역은 체르마트 마을 위의 로트호른 산에서 찾을 수 있다. 트레일은 로트호른과 고르너그라트 산맥 사이의 계곡 바닥까지 이어지며 체르마트 마을의 오버하우젠 지역까지 직접 내려가는 스키를 포함하며, 이 스키는 해당 지역의 푸니쿨라 기차역 내부로 직접 내려가는 승객용 리프트에서 끝난다.
수네가 지역은 체르마트의 나머지 지역이 구름에 잠겨 있음에도 불구하고 독특한 지형으로 인해 많은 양의 일광을 받을 수 있다.

## 레스토랑
핀델른 지역에는 Chez Vrony(미슐랭 가이드), 핀들러호프, 엔치안 및 파라다이스를 포함한 여러 레스토랑이 있다.

## 리프트

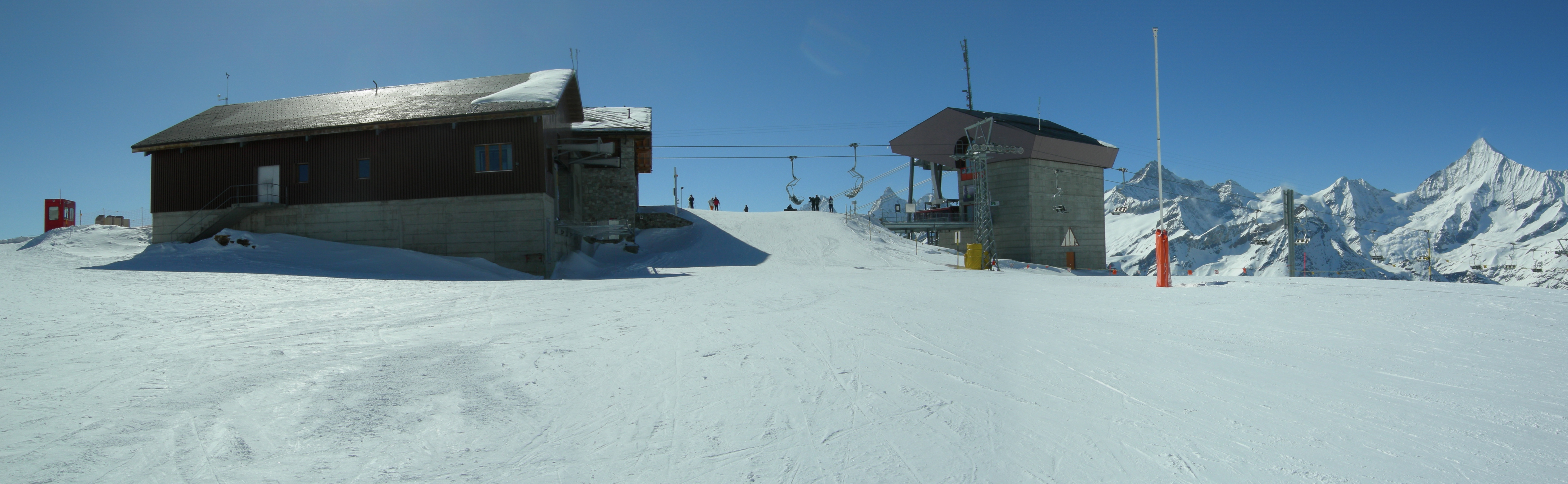
로트호른 쿠메 체어리프트가 앞에 있고, 블라우헤르트-로트호른 케이블카가 뒤에 있다.

리조트에서 수네가 지역까지의 접근은 1980년에 지어진 수네가익스프레스 케이블카를 통해 이루어진다. 여기에서 블라우헤르트 인터체인지까지 스키어들 데려가는 새로운 ‘콤비’ 리프트(2005년에 건설된 6인승 체어리프트와 8인승 곤돌라 리프트의 조합)가 있다. 여기에서 로트호른까지 150인승 케이블카 (1996년 건설)와 계곡 바닥의 간트까지 내려가는 오래된 4인승 곤돌라(1971년 건설)가 있다. 거기서부터 고르너그라트 스키장까지 연결하는 케이블카가 승객을 실어 나른다. 로트호른 지역에는 로트호른 측면으로 일련의 운행을 제공하는 쿠메 3인승 체어리프트가 있다.
수네가 지역 아래에서 스키를 타는 것은 파트룰라베 4인승 리프트(1989년에 건설됨)로 덮여 있으며, 이 리프트는 스키어를 블라우헤르트까지 직접 운송한다. 고르너그라트 지역에 접근하는 것은 수네가-핀델른-브라이트보덴 4인승 체어리프트(1956년에 제작된 2인승 체어리프트를 대체하기 위해 2007년에 제작)이다.

## 스키
수네가 지역의 주요 신규 간선인 표준궤 노선은 블라우헤르트에서 시작하여 수네가까지 계속된다. 핀델른, 이지런까지 좁고, 종종 붐비는 초보자 런이 있다. 이 주행코스는 주로 지역의 유명한 레스토랑을 제공하고, 4인승 핀델른 체어리프트에서 끝나는 곳이다. 이 아래에는 초보자 영역인 아이스플루가 있다. 또 다른 주요 초보자 코스인 쿠메는 로트호른 정상역 밖에서 찾을 수 있다. 이 역은 스키어를 쿠메 3인승 체어리프트까지 데려다주는 곳이다.
고급 코스는 간트 호트할리 케이블카를 통해 로트호른과 고르너그라트를 연결하는 플루알프와 블라우헤르트에서 파트룰라베까지 스키어를 데려가는 투프테른에서 가장 잘 볼 수 있다. 체르마트에는 등재된 전문가 코스가 많지 않기 때문에 일정에 따라 등급이 매겨지는 경향이 있다. 로트호른 지역에는 여러 전문가들이 운영하고 있지만, 강설량이 부족하고, 일조량이 많은 지역이기 때문에 지난 몇 년 동안 제대로 활용되지 못했다.
이 지역에는 단 두 개의 전문 도로가 있으며, 그중 가장 긴 곳은 오베레 네이셔널(Obere National)이며 블라우헤르트에서 파트룰라베까지 이어진다. 이 코스의 왼쪽에는 눈 덮인 상태가 좋을 때 즐길 수 있는 비포장 도로 구간이 있다. 두 번째 전문가 코스인 다운힐은 로트호른 정상에서 좌회전하여 파란색, 빨간색, 검정색을 찾을 수 있다. 이 주행코스는 실제로 매우 소심하다. 단순한 직선 주행이기 때문에 강설량이 충분하지 않으면, 이 모든 주행이 심하게 어려움을 겪는다.